# Vielprat
Vielprat település Franciaországban, Haute-Loire megyében. Lakosainak száma 67 fő (2022. január 1.). Vielprat Arlempdes, Lafarre, Saint-Arcons-de-Barges és Salettes községekkel határos.

## Népesség
A település népessége az elmúlt években az alábbi módon változott:
| Lakosok száma | 135  | 109  | 84   | 64   | 54   | 49   | 55   | 67   | 68   | 67   |
|               | 1968 | 1982 | 1990 | 2006 | 2013 | 2015 | 2017 | 2019 | 2020 | 2022 |